# Toxorhynchites
Sous-famille
Genre
Toxorhynchites, aussi appelé les « moustiques éléphants », est le seul genre de moustiques de la tribu des Toxorhynchitinii (de la sous-famille des Culicinae). Ce genre comporte une centaine d'espèces classées en quatre sous-genres, essentiellement réparties dans les régions tropicales et subtropicales du monde.
Ces moustiques sont remarquables à plus d'un titre. Ce sont, et de loin, les plus grands moustiques au monde, mesurant entre 0,5 à 1,5 cm. Leurs coloris aux éclats métalliques sont notables, comme l'est leur totale innocuité au stade adulte vis-à-vis des vertébrés : ils ne piquent pas et sont nectarivores. 
Les larves de ces moustiques sont principalement prédatrices, se nourrissant essentiellement de larves de Culicidae divers. Ce type de comportement alimentaire est assez rare parmi les Culicidae, ne se rencontrant que chez le genre Lutzia, chez des espèces des genres Psorophora, Sabethes, Eretmapodites, Culiseta, les Aedes du sous-genre Mucidus, les Tripteroides du sous genre Rachisoura.  
Le genre Toxorhynchites n'a pas encore été signalé en Europe.

## Taxonomie
André Jean Baptiste Robineau-Desvoidy (1799-1857) a défini ce groupe de moustiques en 1827, sous le nom de Megarhinus.
En 1948, Stone remplaça ce nom pour celui actuel de Toxorhynchites Theobald, 1901.
En 1952, Edwards divisa les 52 espèces connues de l’époque en 3 groupes : le groupe Megarhinus, composé de 20 espèces néotropicales (actuel sous-genre Lynchiella), le groupe Ankylorhynchus composé de 2 espèces brésiliennes et le groupe Toxorhynchites, composé de 30 espèces peuplant l’ancien monde.
Barraud (1934) a traité la faune de l’Inde, Hopkins (1952) les larves de la région éthiopienne et  Belkin (1962) décrit la faune du pacifique sud. Belkin, Heinemann et Page (1970) firent l'inventaire de la faune de la Jamaïque, Vargas (1953) inventoria les Toxorhynchites d’Amérique du Nord et Lima et al (1962) révisèrent les sous-genres Ankylorhynchus et Lynchiella. 
Ainsi, à l'année 1975, seules 66 espèces ont été décrites et aucune révision au niveau mondial n'a été entreprise.
En 1985, Steffan et Evenhuis  procédèrent à la classification des espèces du sous-genre Toxorhynchites des régions australienne, orientale et paléarctique orientale, soit 36 espèces qu'ils répartirent en 7 groupes : Ater, Acaudatus, Christophi, Leicesteri, Minimus, Magnificus et Splendens.
Le groupe Acaudatus fut complété et révisé en 1986, regroupant des espèces asiatiques peuplant les urnes de Nepenthes. Une clé du groupe Splendens est établie par Ribeiro en 1997.
Les espèces africaines du sous-genre Toxorhynchites furent divisés en 2 groupes : le groupe Brevipalpis qui montre des touffes sétales noires et le groupe Lutescens (8 espèces) qui a des touffes sétales orange, jaunes ou rouges (Service, 1990).
En 1991, Henrique Ribeiro retira le groupe Lutescens du sous-genre Toxorhynchites et le reconnu comme un sous-genre à part entière, endémique de la région afrotopicale, le sous-genre Afrorhynchus. Il fournit également une clé d'identification des 4 sous-genres.
En 2004, Ribeiro distingua parmi les Afrorhynchus le groupe Pauliani, réunissant les 6 espèces malgaches.
À l'année 2004, Le genre Toxorhynchites comprend 92 espèces ou sous-espèces, réparties en 13 groupes et sous-groupes.
En 2005, Ribeiro distingua 2 nouveaux groupes pour ce sous-genre Afrorhynchus : le groupe Erhythurus et le groupe Lutescens. Également, auteur de la description de 18 d'entre elles, il établit la même année une clé d'identification des 31 espèces afrotropicales.
En 2009, Zavortink & Chaverri ressuscitent 2 espèces synonymes de Toxorhynchites (Lynchiella) theobaldi (Toxorhynchites (Lynchiella) hypoptes (Knab, 1907) et Toxorhynchites (Lynchiella) moctezuma (Dyar & Knab, 1906). La même année, Harbach intègre cette sous-famille dans celle des Culicinae, la ramenant ainsi au rang de tribu.
Le genre Toxorhynchites comprend donc actuellement 95 espèces et sous-espèces décrites de par le monde et réparties en 4 sous-genres : 
- Toxorhynchites (56 espèces) présent sur l'ancien monde
- Afrorhynchus (20 espèces) uniquement présent en Afrique néotropicale
- Ankylorhynchus (4 espèces) et Lynchiella (16 espèces) présents dans le nouveau Monde.

Toxorhynchites est un genre de Culicidés primitifs associés à l'évolution adaptative et géographique des Angiospermes qui s’est produite au Crétacé Supérieur et au Tertiaire. Leur présence sur tous les continents de l'ex Gondwana indique que Toxorhynchites est issu d’un tronc commun qui s’est fragmenté au moment de la désagrégation de la Pangée il y a environ 80 m.a. Les plaques sud-américaine et africaine une fois séparées, l’évolution des sous-genres néotropicaux s’est essentiellement produite dans les forêts de la Gondwanie occidentale. La stabilité de cette région a permis la conservation d’espèces archaïques comme celles du sous-genre relique Ankylorhynchus, endémiques du bassin de l’Amazone. La plus importante radiation du genre a eu lieu en Gondwanie orientale, comme l'atteste la présence d'espèces appartenant aux sous-genres Toxorhynchites et Afrorhynchus. Cette évolution s’est faite à partir de deux centres principaux, l’un situé dans la région orientale (sous-régions Indo-Malaise et Indo-Chinoise) et l’autre dans la région afrotropicale. Avec 55 % du total du genre, le sous-genre Toxorhynchites est le seul présent dans les régions orientale, australienne et paléarctique avec des groupes d’espèces proches du groupe Brevipalpis d’Afrique.

## Morphologie
Ces moustiques de grande taille (8 à 13 mm) aux couleurs souvent métalliques sont caractérisés par leur longue trompe (proboscis) recourbée vers le bas et par le bord postérieur de l'aile échancré près de la nervure cubitale. La trompe ne leur permet toutefois pas de piquer : ils ne sont pas vulnérents.
Ils sont caractérisés également par la présence de touffes de soies le long des derniers segments abdominaux. La couleur de ces soies est un des caractères pour reconnaitre l'espèce.
La taille des antennes, tant chez le mâle que chez la femelle, est d'environ la moitié de la taille du proboscis.
Les palpes sont de même longueur que le proboscis chez le mâle et recourbé vers le haut, et du quart de cette longueur chez la femelle.
Les larves se reconnaissent par leur grande taille, les soies 2 et 3-A de l'antenne insérées en dessous de la soie 1-A, par la présence de plaque chitinisées sur le corps et l'absence de peigne, tant sur le segment VIII que sur le siphon. Ces larves sont prédatrices.

## Biologie
Ils ont deux particularités : les femelles ne sont pas hématophages (les 2 sexes se nourrissent exclusivement de nectar et autres sécrétions sucrées) et leurs larves se nourrissent de larves d'autres moustiques (polyphagie voire cannibalisme). 
Les adultes ont une activité diurne pour leur recherche de nourriture et leur reproduction.

### Alimentation
Chaque larve dévore en moyenne 10 à 20 larves de Culicidae par jour. Durant la totalité de son développement, un spécimen de Toxorhynchites peut consommer l’équivalent de 5 000 larves de premier stade (L1) ou 300 larves de stade 4 (L4) (Steffan & Evenhuis, 1981; Focks, 1982). Toutefois, il peut se nourrir de tout type de proies mouvantes ou, à défaut, de détritus organiques (Steffan & Evenhuis, 1981) ou enfin adopter un comportement cannibale.

### Développement

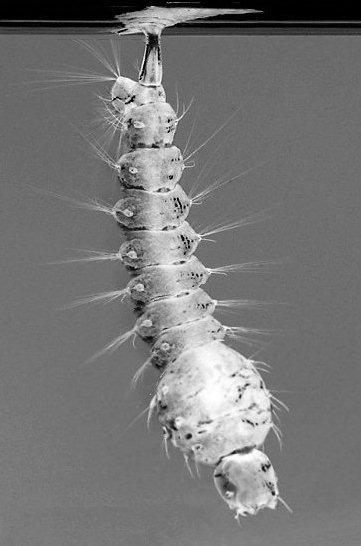
larve

La durée du développement larvaire est de 10 à 90 jours. La durée du développement nymphal est de 3 à 12 jours.
Un phénomène de diapause a été observé pour l'espèce 
La femelle pond en vol ses œufs un à un dans les gites larvaires formée d'un trou d'arbre ou autres récipients naturels ou artificiels.

### Répartition
Le genre Toxorhynchites peuple avant tout les régions chaudes tropicales du globe, ne dépassant guère les 40°N de latitude. Toutefois, on rencontre de rares espèces en régions tempérées : Toxorhynchites christophi est présente en Russie de l'Est à une latitude de 54°N (Shamrai & Gutsevich, 1974) et Toxorhynchites rutilus subsp. septentrionalis au Canada par 45°N, dans l’État de New York, (Kokas J & Lee JH., 2004) ainsi qu’au Massachusetts (Dennehy JJ. & Livdahl T., 1999).
De même des espèces du sous-genre Lynchiella peuvent se rencontrer dans le nord des USA (New Jersey). Aucune présence n'a encore été signalée en Europe.
Les 4 espèces actuellement décrites du sous-genre Ankylorhynchus ont toutes été découvertes en Amérique du Sud (Argentine, Brésil, Bolivie). 
Le sous-genre Lynchiella est cantonné au Nouveau Monde, tant en Amérique du Sud (Argentine, Brésil, Colombie, Équateur, Guyane, Guyane française, Paraguay, Pérou, Suriname, Venezuela) qu’en Amérique centrale (Costa Rica, Guatemala, Honduras, Mexique, Nicaragua, Panama, Salvador), aux Caraïbes (Porto Rico, Haïti, Cuba, Trinité-et-Tobago) ainsi qu’au Sud des USA (Floride, Géorgie, Caroline du Sud).
Le sous-genre Toxorhynchites, le plus abondant, est également le plus répandu. On rencontre ses représentants dans diverses régions du globe :
- région austalasienne :  Australie, Papouasie-Nouvelle-Guinée ;
- région orientale : Est de la Sibérie, Himalaya, Inde, Japon, Philippines, Malaisie, Singapour, Indonésie, Thaïlande, Taïwan, Sri Lanka ;
- région afrotropicale  (Afrique du Sud, Cameroun, Côte d'Ivoire, Gabon, Gambie, Ghana, Kenya, Liberia, Malawi, Mozambique, Nigeria, Sierra Leone, Tanzanie).

Enfin, le sous-genre Afrorhynchus, riche de 20 espèces est strictement limité à la région afrotropicale, dont 6 espèces endémiques à Madagascar (Angola, Burkina Faso, Cameroun, Madagascar, Nigeria, Ouganda, République démocratique du Congo, Sao Tomé).

### Habitat
Les forêts tropicales et subtropicales constituent l’habitat type des Toxorynchites. Les larves se développent dans des gîtes naturels tels que les trous d'arbres, les bambous coupés, les urnes de Nepenthes, les feuilles engainantes de plantes tels que Colocasia sp., les champignons (Aquascypha hydrophora de la famille des Stereaceae)  ainsi que dans des gites artificiels (conteneur, pots de récolte de latex dans les plantations d'hévéas...).

## Rôle vecteur
N'étant pas hématophages, les espèces du genre Toxorhynchites ne peuvent pas transmettre d'agents pathogènes et n'ont donc aucun rôle en tant que vecteurs de maladies.

## Utilisation en lutte biologique
Les espèces du genre Toxorhynchites ont été utilisées en lutte biologique pour réduire les populations de moustiques nuisibles. En effet ce genre est prédateur des œufs et larves d'autres moustiques, en particulier Aedes aegypti et Anopheles stephensi. 
Toxorhynchites (Lynchiella) rutilus a été ainsi utilisé en Floride pour réduire les populations de moustiques.
En 1950, Tx. (Toxorhynchites) brevipalpis a été introduit depuis l’Afrique dans les îles du Pacifique dont Hawaï , Tx. (Lynchiella) theobaldi (sous le nom de Tx. hypoptes Knab) depuis Panama en 1953 et Tx. (Toxorhynchites) amboinensis (sous le nom de Tox. splendens) depuis Manille en 1953. Les espèces introduites à Hawaï ont été mal identifiées. L’espèce introduite comme étant Tx. splendens était en fait Tx. amboinensis. Ces lâchers se sont poursuivis jusqu’en 1957, à partir d’élevages. Seuls Tx. amboinenis et Tx. brevipalpis se sont établis dans l’île. Toutefois, le contrôle des populations d’Aedes albopictus n’a pas été atteint.
Des introductions ont également été réalisées aux îles Samoa (Tx. amboinensis, sous le nom erroné de Tx. splendens, et Tx. brevipalpis), et aux Fidji (Tx. inornatus et Tx. splendens) où ils s’établirent.
En 1975, Toxorhynchites amboinensis est introduit de Tutuila (Samoa américaines) à Tahiti (Polynésie française) afin de contrôler Aedes (Stegomyia) polynesiensis, vecteur de la filariose de Bancroft et Aedes (Stegomyia) aegypti vecteur de la dengue. Tx. amboinensis est élevé de façon extensive à Tahiti et 50 000 adultes ont été lâchés régulièrement à Tahiti, une centaine dans l’île de Moorea, 300 à Maiao et 4 000 œufs ont été transportés à Mangareva, île principale de l’archipel des Gambier. L'espèce s’est bien adaptée aux biotopes des îles hautes de Polynésie française. Les populations des Aedes restent cependant encore suffisamment importantes pour que la transmission de la filariose et des épidémies de dengue se perpétuent.
Au Japon, Tx. splendens, en provenance des Philippines (île Palawan), a été élevé puis relâché en 1984, 1986 et 1987 sur la petite île de Minnajima (préfecture d'Okinawa) afin de contrôler Aedes albopictus et Culex quinquefasciatus, espèces nuisibles prédominantes de l’île. Des lâchers mensuels de 250 femelles et 200 mâles d’avril à novembre permettraient de contrôler ces deux espèces.

## Liste des espèces
La répartition de l'espèce est précisée entre parenthèses.
| - Sous-genre Toxorhynchites Theobald, 1901 (Ancien Monde) - Groupe Brevipalpis Edwards, 1941 (région afrotopicale) - Sous-groupe Brevipalpis Ribeiro, 1991 - Tx. (Tox.) brevipalpis abyssinicus Ribeiro, 1991 (Éthiopie) - Tx. (Tox.) brevipalpis brevipalpis Theobald, 1901 (Afrique du Sud, Angola, Cameroun, Kenya, Malawi, Mozambique, République démocratique du Congo) - Tx. (Tox.) brevipalpis conradti Grumberg (Cameroun, Bénin, Burkina Faso, Côte d’Ivoire, Gambie, Ghana, Nigeria, Sao Tomé, République démocratique du Congo, Ouganda) - Sous-groupe Phytophagus Ribeiro, 1991 - Tx. (Tox.) barbipes (Edwards, 1913) (Cameroun, Kenya, Ouganda) - Tx. (Tox.) camaronis Ribeiro 1991 (Cameroun) - Tx. (Tox.) dundo Ribeiro, 1991 (Angola) - Tx. (Tox.) evansae Edwards, 1936 (Sierra Leone) - Tx. (Tox.) lewisi Ribeiro, 1991 (Sierra Leone) - Tx. (Tox.) phytophagus Theobald, 1909 (Cameroun, Côte d'Ivoire, Ghana, Guinée, Sierra Leone, République démocratique du Congo) - Tx. (Tox.) rickenbachi Ribeiro, 1991 (Cameroun) - Tx. (Tox.) rodhaini Ribeiro, 1991 (Côte d'Ivoire) - Groupe Acaudatus (Asie, gite : urnes de Nepenthes exclusivement) - Tx. (Tox.) acaudatus (Leicester, 1908) (Singapour) - Tx. (Tox.) angustiplatus Evenhuis & Steffan 1986 (Malaisie) - Tx. (Tox.) coeruleus (Brug, 1934) (Indonésie) - Tx. (Tox.) indicus Evenhuis & Steffan, 1986 (Malaisie) - Tx. (Tox.) nepenthis (Dyar & Shannon) 1925 (Philippines) - Tx. (Tox.) rajah Tsukamoto, 1989 (Bornéo) - Tx. (Tox.) ramalingami Evenhuis & Steffan, 1986 (Malaisie) - Groupe Ater (Asie, gite : urnes de Nepenthes) - Tx. (Tox.) ater (Daniels, 1908) (Malaisie) - Tx. (Tox.) nigripes (Edwards), 1935 (Bornéo) - Tx. (Tox.) sumatranus (Brug), 1939 (Indonésie) - Groupe Splendens Steffan & Evenhuis, 1985 - Tx. (Toxorhynchites) amboinensis (Doleschall) 1857 (Indonésie) - Tx. (Tox.) inornatus inornatus (Walker), 1865 (Nouvelle-Guinée) - Tx. (Tox.) inornatus albitarsis (Brug) - Tx. (Tox.) macaensis Ribeiro, 1997 (Chine : Macao) - Tx. (Tox.) nepenthicola Steffan & Evenhuis, 1982 (Papouasie-Nouvelle-Guinée) - Tx. (Tox.) pendleburyi (Edwards), 1930 (Bornéo) - Tx. (Tox.) speciosus (Skuse), 1889 (Australie) - Tx. (Tox.) splendens (Wiedemann, 1819) (Java, Philippines) - Groupe Magnificus Rosenberg & Evenhuis, 1985 - Tx. (Tox.) bengalensis Rosenberg & Evenhuis, 1985 (Bangladesh) - Tx. (Tox.) funestus (Leicester), 1908 (Malaisie) - Tx. (Tox.) magnificus (Leicester), 1908 (Malaisie) - Tx. (Tox.) raris (Leicester), 1908 (Malaisie) - Groupe Christophi Steffan & Evenhuis, 1985 - Tx. (Tox.) auranticauda Lane 1992 (Indonésie) - Tx. (Tox.) bickleyi Thurman 1959 (Thaïlande) - Tx. (Tox.) christophi aurifluus Edwards 1921 (Taïwan) - Tx. (Tox.) christophi christophi (Portschinsky) 1884 (Russie) - Tx. (Tox.) edwardsi (Barraud), 1924 (Inde) - Tx. (Tox.) manopi Thurman, 1959 (Thaïlande) - Tx. (Tox.) quasiferox (Leicester), 1908 (Malaisie) - Tx. (Tox.) okinawensis Toma, Miyagi & Tanaka, 1990 (Japon) - Tx. (Tox.) sunthorni Thurman, 1959 (Thaïlande) - Tx. (Tox.) towadensis (Matsumura, 1916) (Japon) - Groupe Leicesteri Steffan & Evenhuis, 1985 - Sous-groupe Leicesteri Steffan & Evenhuis, 1985 - Tx. (Tox.) gravelyi (Edwards), 1921 (Inde) - Tx. (Tox.) kempi (Edwards, 1921) (Inde) - Tx. (Tox.) klossi (Edwards, 1921) (Malaisie) - Tx. (Tox.) leicesteri Theobald, 1904 (Malaisie) - Tx. (Tox.) metallicus Leicester, 1904 (Malaisie) - Sous-groupe manicatus Steffan & Evenhuis, 1985 - Tx. (Tox.) albipes (Edwards) 1922 (Inde) - Tx. (Tox.) auripes (Edwards, 1935) (Bornéo) - Tx. (Tox.) manicatus manicatus (Edwards), 1921 (Taïwan) - Tx. (Tox.) manicatus yaeyamae Masataka & Yutaka 1968 (Japon) - Tx. (Tox.) manicatus yamadai (Ouchi) - Groupe Minimus Steffan & Evenhuis, 1985 - Tx. (Tox.) minimus (Theobald) 1905 (Sri Lanka) - Tx. (Tox.) gigantulus (Dyar & Shannon), 1925 (Philippines) - Non groupé : - Tx. (Tox.) nigerrmus Dong, Zhou & Gong, 2004 (Chine) - Tx. (Tox.) splendenroides Dong, Zhou & Gong, 2004 (Chine) | - Sous-genre Afrorhynchus Ribeiro, 1991 (région afrotropicale) - Groupe Erythurus Ribeiro, 2005 - Tx. (Afrorhynchus) aeneus (Evans, 1926) (Côte d’Ivoire, Nigeria, République démocratique du Congo, Sierra Leone) - Tx. (Afrorhynchus) angolensis Ribeiro, 1992 (Angola) - Tx. (Afrorhynchus) erythrurus 'Edwards, 1941) (Côte d’Ivoire, Nigeria) - Tx. (Afrorhynchus) helenae Ribeiro, 1992 (Angola) - Tx. (Afrorhynchus) kaimosi (van Someren, 1946) (Cameroun, Kenya, Ouganda) - Tx. (Afrorhynchus) nairobiensis (van Someren, 1946) (Kenya) - Tx. (Afrorhynchus) nigeriensis Ribeiro, 2005 (Nigeria) - Tx. (Afrorhynchus) wolfsi Ribeiro, 2005 (République démocratique du Congo) - Groupe Lutescens Edwards, 1941 - Tx. (Afrorhynchus) capelai Ribeiro 1991 (Sao Tome) - Tx. (Afrorhynchus) lutescens Theobald, 1901 (Afrique du Sud, Kenya, Tanzanie, Zimbabwe) ) - Tx. (Afrorhynchus) ruwenzori (van Someren, 1948) (Ouganda) - Tx. (Afrorhynchus) viridibasis viridibasis (Edwards, 1941) (Bénin, Burkina Faso, Cameroun, Côte d’Ivoire, Nigeria, Sierra Leone, Soudan, Ouganda, République démocratique du Congo) - Tx. (Afrorhynchus) viridibasis voltaicus Ribeiro, 2005 (Burkina Faso) - Tx. (Afrorhynchus) zairensis Ribeiro, 2005 (République démocratique du Congo) - Groupe Pauliani Ribeiro, 2004 (endémique à Madagascar) - Tx. (Afrorhynchus) brunhesi Ribeiro, 2004 (Madagascar) - Tx. (Afrorhynchus) fontenillei Ribeiro, 2004 (Madagascar) - Tx. (Afrorhynchus) grjebinei Ribeiro, 2004 (Madagascar) - Tx. (Afrorhynchus) lemuriae Ribeiro, 2004 (Madagascar) - Tx. (Afrorhynchus) madagascarensis Ribeiro, 2004 (Madagascar) - Tx. (Afrorhynchus) pauliani (Doucet, 1951) (Madagascar) - Sous-genre Ankilorhynchus Lutz 1904 (Nouveau Monde) - Tx. (Ankylorhynchus) catharinensis (Da Costa Lima, Guitton & Ferreira), 1962 (Brésil) - Tx. (Ankilothynchus) hexacis (Martini, 1931) (Bolivie) - Tx. (Ankilothynchus) purpureus (Theobald, 1901) (Brésil : Amazonie) - Tx. (Ankylorhynchus) trichopygus (Wiedemann, 1828) (Brésil) - Sous-genre Lynchiella Lahille 1904 (Nouveau Monde) - Tx. (lynchiella) bambusicola (Lutz et Neiva, 1913) (Brésil, Colombie, Pérou, Suriname, Venezuela) - Tx. (lynchiella) cavalierii Garcia & Casal, 1967 (Argentine) - Tx. (lynchiella) gerbergi Belkin, 1977 (Petites Antilles : Grenade) - Tx. (lynchiella) grandiosus (Williston, 1900) (Mexique) - Tx. (lynchiella) guadeloupensis (Dyar et Knab, 1906) (Argentine, Brésil, Bolivie, Colombie Guadeloupe, Petites Antilles, Suriname, Trinidad, Venezuela) - Tx. (lynchiella) haemorrhoidalis (Fabricius, 1787) (Guyane française) - Tx. (lynchiella) mariae (Bourroul, 1904) (Brésil) - Tx. (lynchiella) moctezuma (Dyar & Knab, 1906) (Costa Rica) - Tx. (lynchiella) portoricensis (Roeder, 1885) (Porto Rico, Dominique) - Tx. (Lynchiella) pusillus (Lima, 1931) (Brésil) - Tx. (Lynchiella) rizzoi (De Palma and Galvo, 1969) (Brésil) - Tx. (Lynchiella) rutilus rutilus (Coquillett, 1896) (États-Unis : Floride, Nicaragua) - Tx. (Lynchiella) rutilus septentrionalis Lawson et al., 1994, (États-Unis : Rhode Island) - Tx. (Lynchiella) solstitialis (Lutz, 1904) (Brésil) - Tx. (Lynchiella) theobaldi (Dyar et Knab, 1906) (Colombie) - Tx. (Lynchiella) violaceus (Wiedemann, 1821) (Brésil) - Espèce non classée (Nouveau Monde) - Tx. aequatorianus Levi-Castillo, 1953 (Équateur) |

## Dans la culture populaire
- Au cinéma

Dans le premier film de la série Jurassic Park, le Toxorhynchites rutilus est présenté par John Hammond comme le moustique qui a permis de retrouver du sang de dinosaure sauf que ce type de moustique ne se nourrit pas de sang. De plus, le moustique présente clairement des antennes floues, ce qui signifie qu'il s'agit d'un insecte mâle, alors que les femelles moustiques se nourrissent de sang,.